# Леонид (Толмачёв)
Епископ Леони́д (в миру Дени́с Влади́мирович Толмачёв; род. 12 мая 1975, Москва) — архиерей Русской православной церкви, епископ Искитимский и Черепановский.

## Биография
Родился 12 мая 1975 года в Москве. Крещён в младенчестве.
В 1982—1992 годах обучался в средней школе № 2 г. Одинцово Московской области, в 1992—1997 годах — в Московской сельскохозяйственной академии имени К. А. Тимирязева.
В 1997—2001 годах обучался в Перервинском духовном училище в Москве, 17 июля 2001 года преобразованном в духовную семинарию.
В годы обучения в Перервинской духовной семинарии занимался сбором исторического и архивного материала о Николо-Перервинском монастыре, результатом которого стала книга «Николо-Перервинский монастырь. Очерки истории», вышедшая в 2005 году.
С мая 2002 года находился во Введенской Оптиной пустыни.
20 апреля 2003 года архимандритом Венедиктом (Пеньковым), наместником Оптиной пустыни, пострижен в монашество с именем Леонид в честь преподобного Леонида Пошехонского.
4 мая 2003 года рукоположен в сан иеродиакона архиепископом Калужским и Боровским Климентом в Георгиевском соборе города Калуги.
В 2005 году получил диплом об окончании Перервинской духовной семинарии, сдав недостающие предметы за семинарский курс.
23 октября 2006 года рукоположён в сан иеромонаха во Введенском соборе Оптиной пустыни тем же преосвященным.
В 2007—2010 годах — консультант в составлении книг ежегодных Богослужебных указаний, выпускаемых Издательством Московской Патриархии.
С 2007 года обучался на заочном секторе Московской духовной академии, которую окончил в 2012 году, защитив дипломную работу на кафедре Церковной истории по теме «Духовная школа при Николаевском Перервинском мужском монастыре».
8 ноября 2013 года направлен на Успенское подворье Оптиной пустыни в Санкт-Петербурге в качестве штатного священнослужителя.
В 2012—2014 годы написал ряд статей по истории Николо-Перервинского монастыря. Работы опубликованы в сборниках «Платоновские чтения» и «Труды Перервинской православной духовной семинарии».
С января 2014 года — благочинный Успенского подворья Оптиной Пустыни в Санкт-Петербурге.

### Архиерейство
23 октября 2014 года решением Священного синода был избран епископом Уржумским и Омутнинским.
1 ноября того же года в Марфо-Мариинской обители милосердия в Москве возведён в сан архимандрита Патриархом Московским и всея Руси Кириллом.
11 ноября 2014 года в крестовом храме в честь Владимирской иконы Божией Матери Патриаршей резиденции в Чистом переулке города Москвы состоялось наречение архимандрита Леонида во епископа Уржумского и Омутнинского.
14 декабря 2014 года в соборе Усекновения главы Иоанна Предтечи в Иоанно-Предтеченском ставропигиальном женском монастыре города Москвы состоялась хиротония архимандрита Леонида (Толмачёва) во епископа Уржумского и Омутнинского, которую совершили: патриарх Московский и всея Руси Кирилл, митрополит Санкт-Петербургский и Ладожский Варсонофий (Судаков), митрополит Вятский и Слободской Марк (Тужиков), архиепископ Филарет (Карагодин), архиепископ Сергиево-Посадский Феогност (Гузиков), епископ Воскресенский Савва (Михеев), епископ Яранский и Лузский Паисий (Кузнецов) и архиереи Сербской православной церкви: епископ Бачский Ириней (Булович), епископ Моравичский Антоний (Пантелич), епископ Крушевацкий Давид (Перович), епископ Егарский Иероним (Мочевич).
Стал инициатором продолжения издания сборников «Вспомним поименно», посвящённых памяти клириков и мирян Русской православной церкви, пострадавших в годы советской власти. В 2003—2008 годах было издано восемь сборников. 12 февраля 2018 года в Кировской государственной библиотеке епископ Леонид (Толмачёв) представил девятый сборник.
14 июля 2018 года решением Священного синода назначен наместником Оптиной пустыни с освобождением от управления Уржумской епархией и назначением епископом Можайским, викарием патриарха Московского и всея Руси.
26 декабря 2019 года включён в состав Межсоборного присутствия.
29 декабря 2021 года решением Священного синода Русской православной церкви освобождён от должности наместника Введенского ставропигиального мужского монастыря Оптина пустынь и назначен викарием Калужской епархии с титулом Тарусский.
16 мая 2023 года переведён на Искитимскую кафедру.
23 августа 2023 года утверждён священноархимандритом мужского монастыря в честь Покрова Пресвятой Богородицы села Завьялово Искитимского района Новосибирской области.

## Награды
- наперсный крест (20 апреля 2012, за усердное служение Церкви Божией и к празднику Святой Пасхи)[12].

## Публикации
статьи
- Влияние митр. Платона (Левшина) на выбор жизненного пути некоторых известных иерархов, связанных с Перервинским монастырем // Иди, и ты твори такожде…: сборник опубликованных статей Платоновских чтений 2004—2012 гг. / Перервин. духов. семинария. — М.: ПДС, 2012. — 576 с. — C. 137—148
- Состояние Николаевского Перервинского монастыря до святительства Патриарха Адриана: историография вопроса // Труды Перервинской православной духовной семинарии: научно-богословский журнал. 2012. — № 4 (1). — 152 с. — С. 97—110
- История Никололаевского Перервинского монастыря в период его существования с 1690 по 1774 год // Труды Перервинской православной духовной семинарии: научно-богословский журнал. 2012. — № 5 (2). — С. 103—122.
- Перервинский монастырь в период управления Московской епархией митрополита Платона (Левшина) // Труды Перервинской православной духовной семинарии: научно-богословский журнал. 2012. — № 6 (3). — 136 с. — С. 4—28
- Деятельность в Перервинском монастыре ближайших преемников митрополита Платона (Левшина) // Труды Перервинской православной духовной семинарии: научно-богословский журнал. 2013. — № 7. — С. 27—48
- Митрополиты Московские и Николо-Перервинский монастырь в 1868—1917 гг. // Труды Перервинской православной духовной семинарии: научно-богословский журнал. 2013. — № 8. — С. 40—62
- Перервинский монастырь после 1917 года // Труды Перервинской православной духовной семинарии: научно-богословский журнал. 2013. — № 9. — С. 51—74
- Насельники Николо-Перервинского монастыря // Труды Перервинской православной духовной семинарии: научно-богословский журнал. 2014. — № 10. — C. 107—147
- Митрополит Платон (Левшин) в воспоминаниях английских путешественников начала XIX века // Платоновские чтения, 1 декабря 2013: сб. матер. — М.: ПДС, 2014. — 72 с. — C. 25-39
- Свидетельства английских путешественников о митрополите Платоне (Левшине). Часть I // Труды Перервинской православной духовной семинарии: научно-богословский журнал. 2014. — № 11. — С. 67—80
- Епископ Никодим (Казанцев) на покое в Николо-Перервинском монастыре (1870—1874 гг.) // Платоновские чтения : сб. материалов чтений, 1 дек. 2014 г. — М., 2015. — С. 74-88.
- Свидетельства английских путешественников о митрополите Платоне (Левшине). Часть II // Труды Перервинской православной духовной семинарии: научно-богословский журнал. 2015. — № 12. — С. 91—102
- Святитель Московский Филарет и Перерва: обзор воспоминаний современников // Труды Перервинской православной духовной семинарии: научно-богословский журнал. 2015. — № 13. — С. 87—110
- Преосвященный Никодим (Казанцев), епископ Чебоксарский, временно управлявший Вятской епархией // Герценка : Вятские записки: [научно-популярный альманах]. Вып. 33 — Киров: Киров. гос. универс. обл. науч. б-ка им. А. И. Герцена, 2018. — 264 с.
- Ко дню кончины архимандрита Мелхиседека (Сокольникова): дополнительные сведения к жизнеописанию прп. Льва, старца Оптинского // optina.ru, 18 января 2019
- Оптина пустынь при епархиальном управлении митрополита Платона (Левшина) // optina.ru, 24 ноября 2020
- Выпускник Перервинского духовного училища, учёный-москвовед — протоиерей Николай Алексеевич Скворцов (1861—1917) // Труды Перервинской православной духовной семинарии. — 2022. — № 24. — С. 44-58.

книги
- Новомученики и исповедники веры, прошедшие Вятлаг / сост. епископ Уржумский и Омутнинский Леонид (Толмачёв). — Киров : ВЕСИ, 2017. — 50 с. — ISBN 978-5-4338-0323-7
- Выдающиеся выпускники Перервы: Сборник статей, воспоминаний и архивных материалов / Сост. и авт. статей еп. Можайский Леонид (Толмачев). — М., 2019. — 232 с. — ISBN 978-5-905747-14-4.

интервью
- Епископ Уржумский Леонид: Если человек хочет жить по воле Божией, он её узнает // «Православие и мир», 18 марта 2016 г.
- Епископ Можайский Леонид: Мы пришли в монастырь, чтобы общаться с Богом, и эту цель надо воплощать в жизнь // «Монастырский Вестник», 16 августа 2018
- Заведующий садом. Разговор с епископом Можайским Леонидом, новым наместником Оптиной пустыни // pravoslavie.ru, 20 августа 2018
- Чему учатся в Оптиной будущие игумены монастырей // monasterium.ru, 16 октября 2019